# さきたま古墳公園
さきたま古墳公園（さきたまこふんこうえん）は、埼玉県行田市に位置する埼玉県営の都市公園（広域公園）である。

## 概要
行田市の市街地より南東へ約1kmにある埼玉古墳群は、1938年（昭和13年）8月に、国により史跡（2020年3月に特別史跡に昇格）として指定を受け、1967年（昭和42年）に文化庁の「風土記の丘設置構想」に基づく史跡公園として、全国で2番目の風土記の丘となる 「さきたま風土記の丘」として整備を開始した。
丸墓山古墳は日本一の規模の円墳と言われており、稲荷山古墳より発見された金錯銘鉄剣115文字の銘文が持つ歴史上の意義から、世間の注目を集めた。1976年（昭和51年）4月より、これら古墳群との調和の取れた観賞・保護、及び散策を目的とした公園の整備が、埼玉県によって進められている。今後も予定地の収用や古墳の復元を進め、順次供用を予定している。
2007年（平成19年）2月に日本の歴史公園100選に選定された。

## 施設・設備
- 埼玉古墳群
- 埼玉県立さきたま史跡の博物館

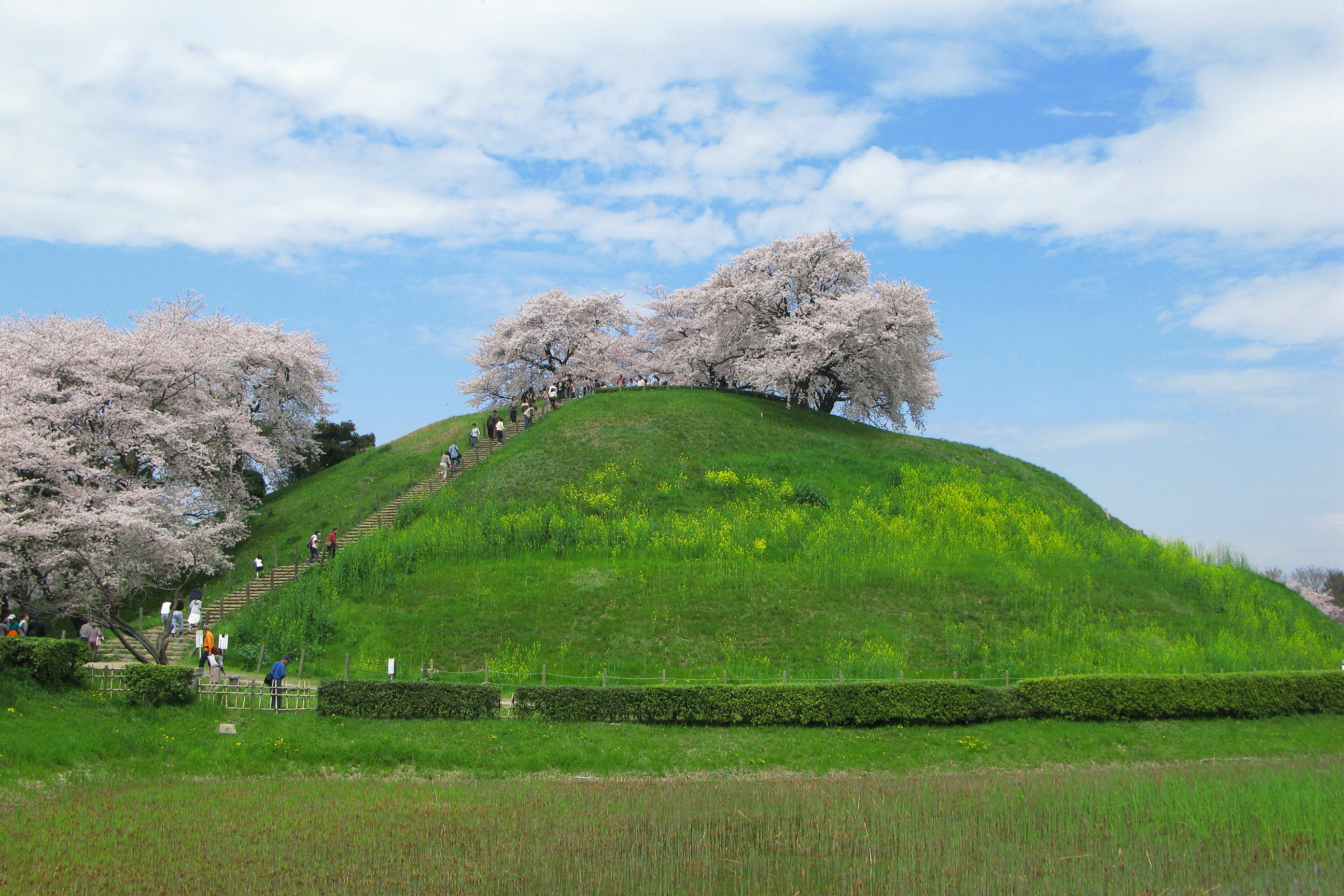
春の丸墓山古墳

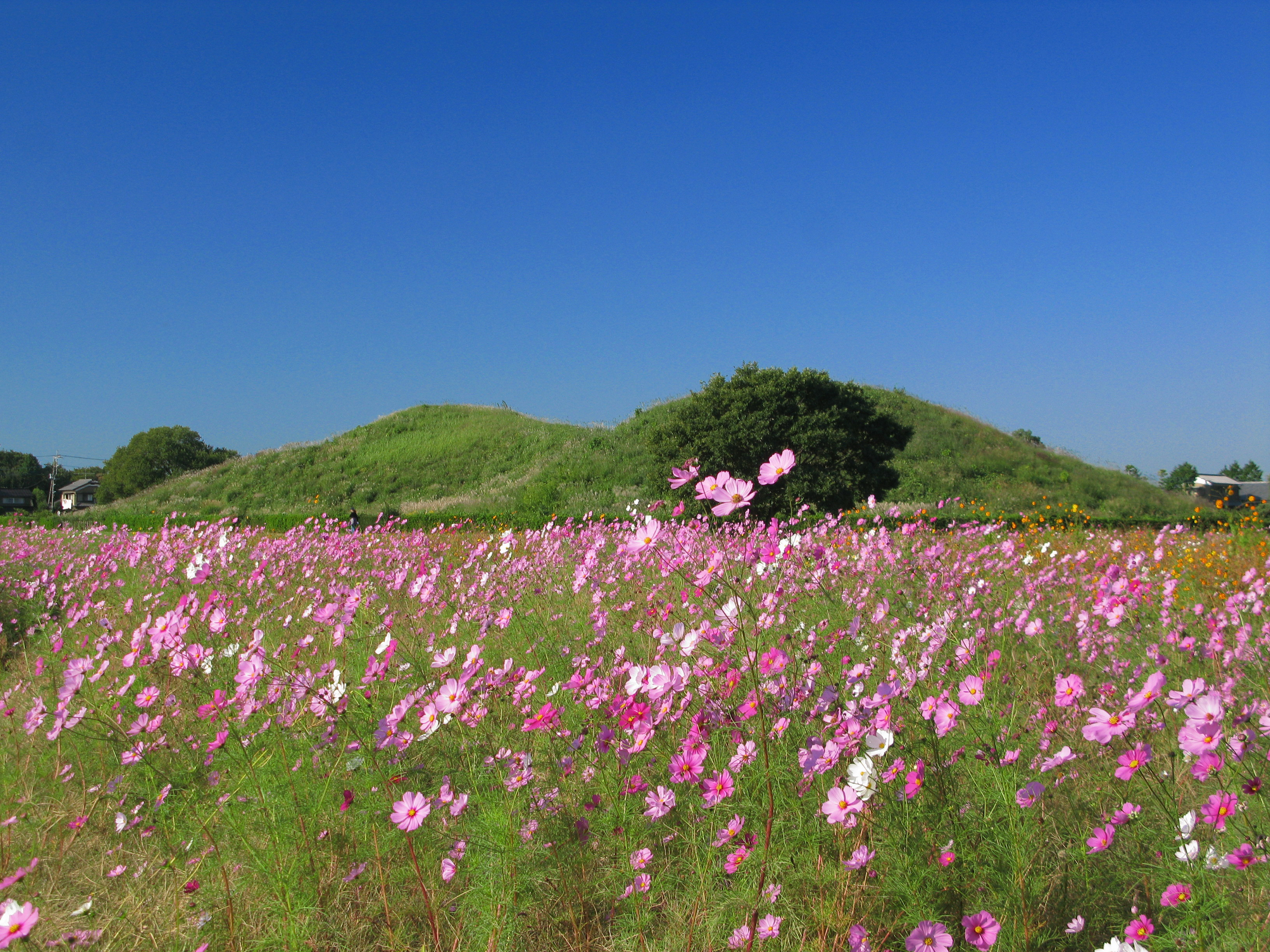
秋の二子山古墳

- 将軍山古墳展示館（埼玉県立さきたま史跡の博物館 分館）

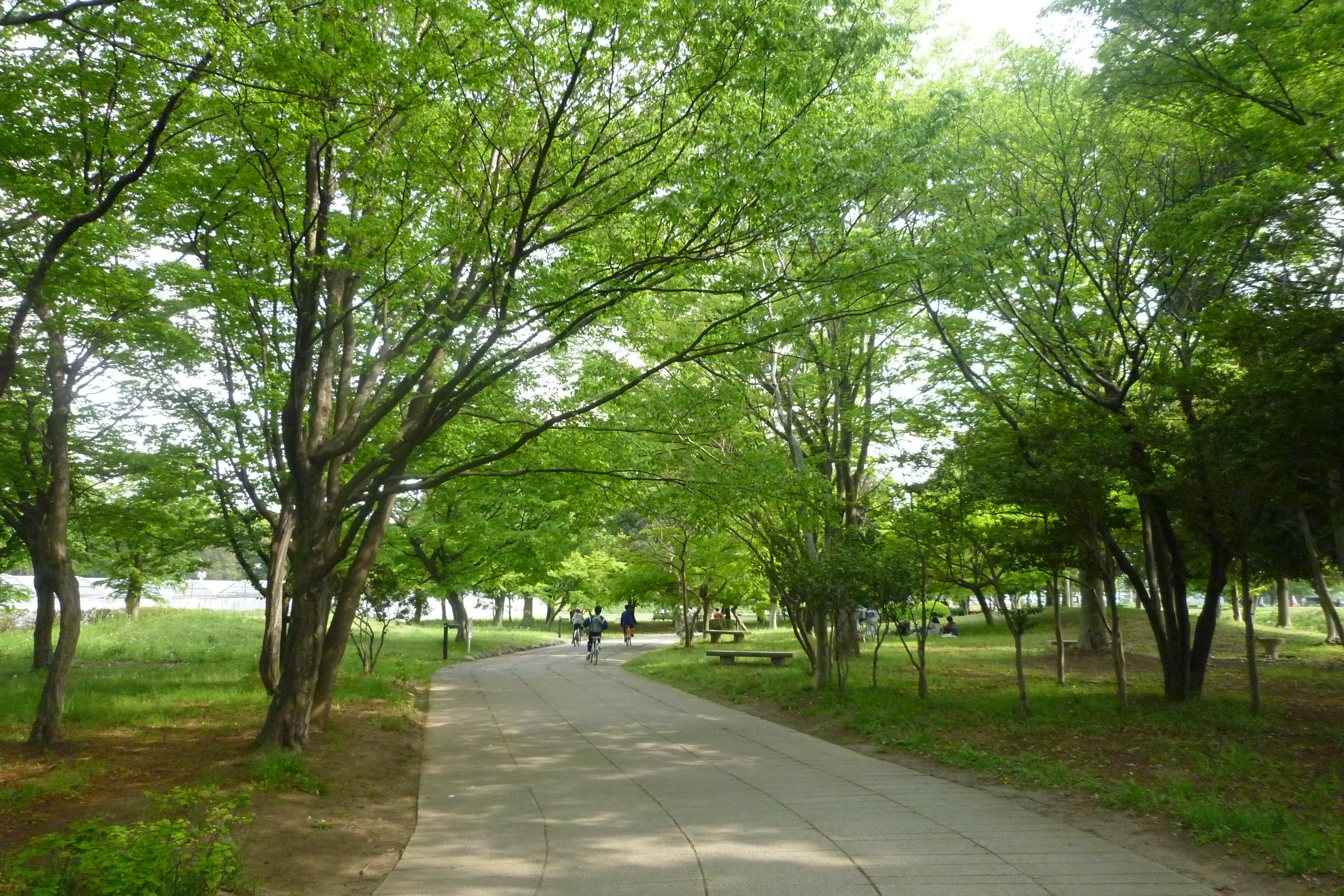
奥の山古墳へ続く園路
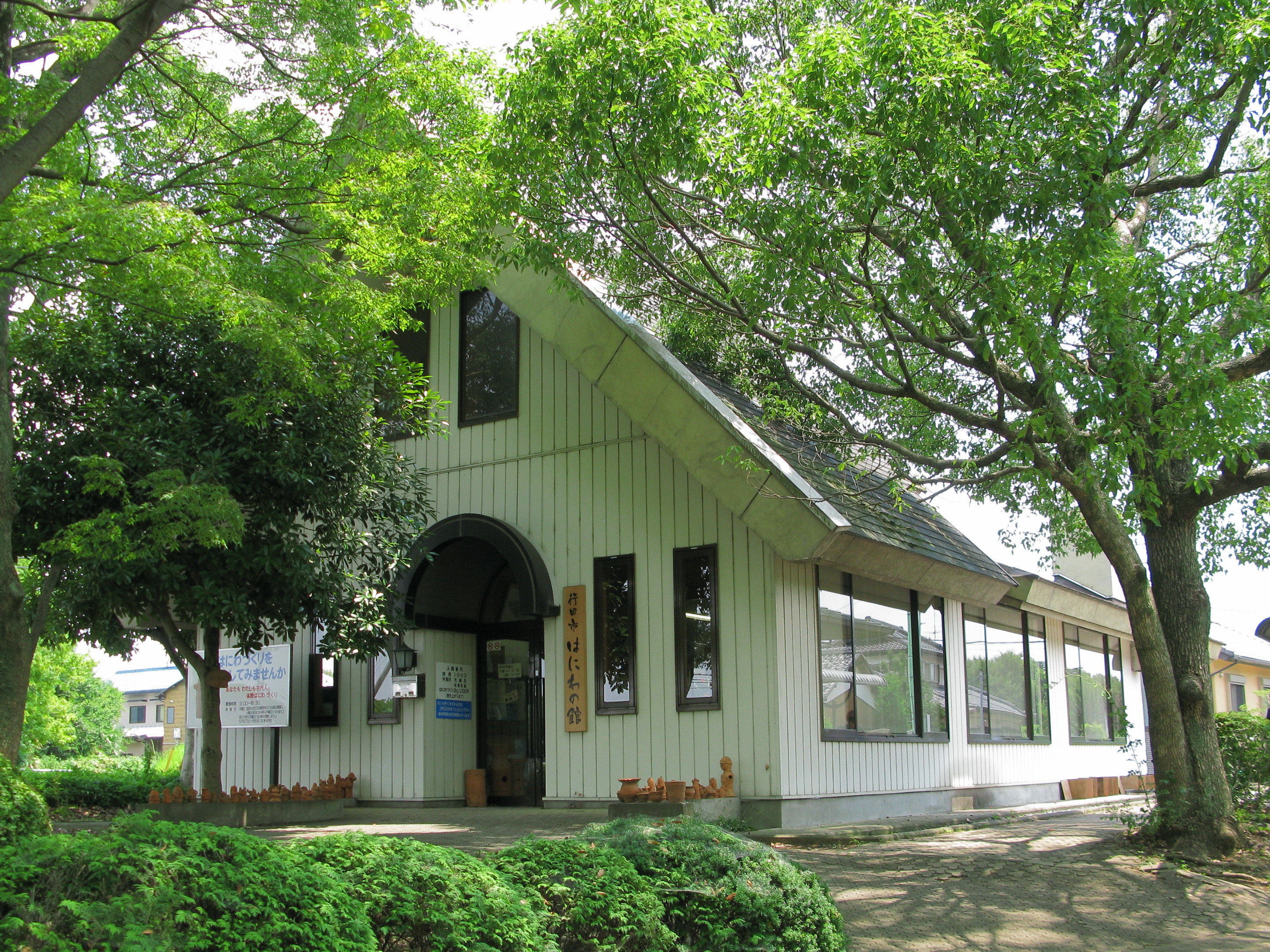
はにわの館（実際に埴輪を作ることができる）
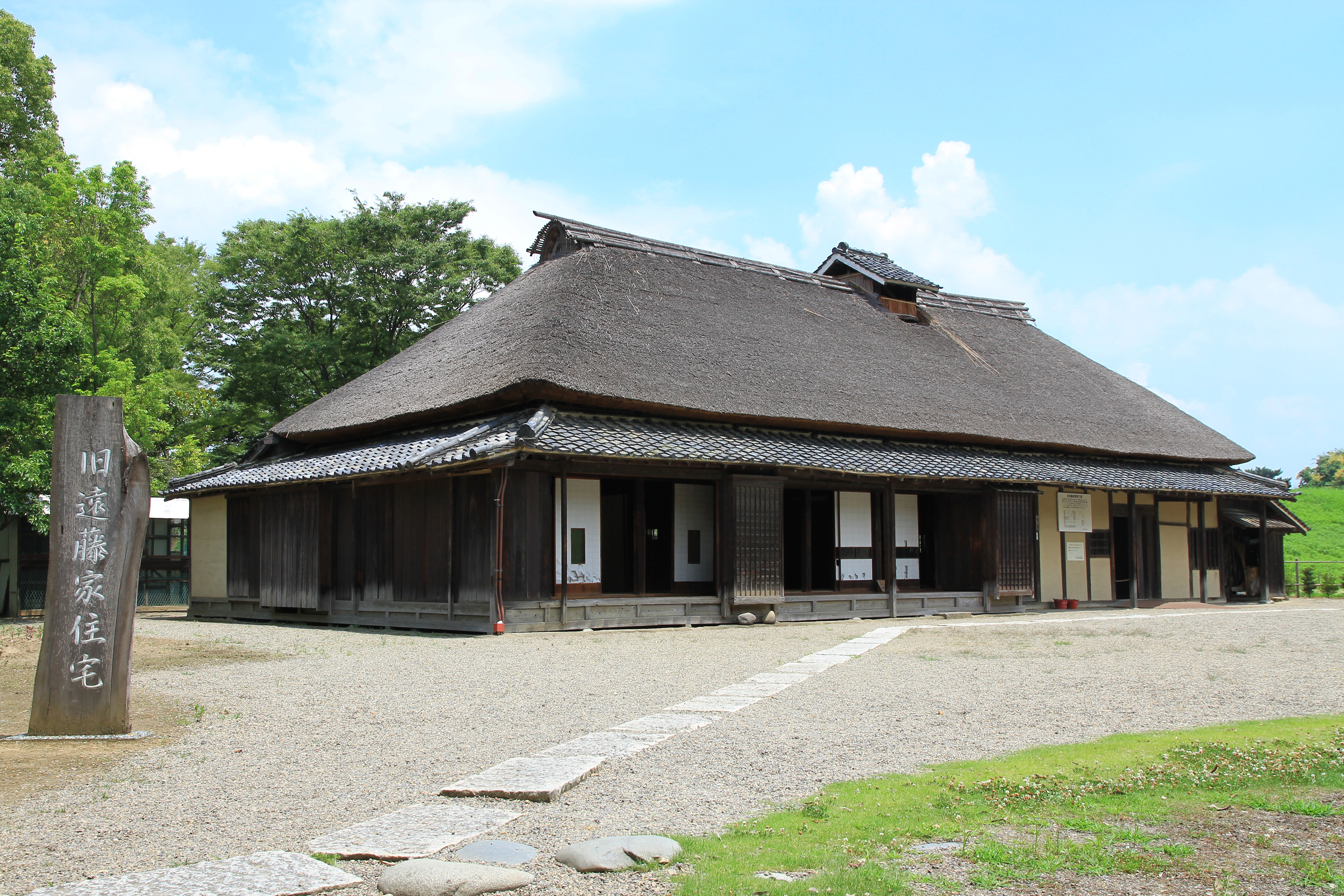
移築古民家
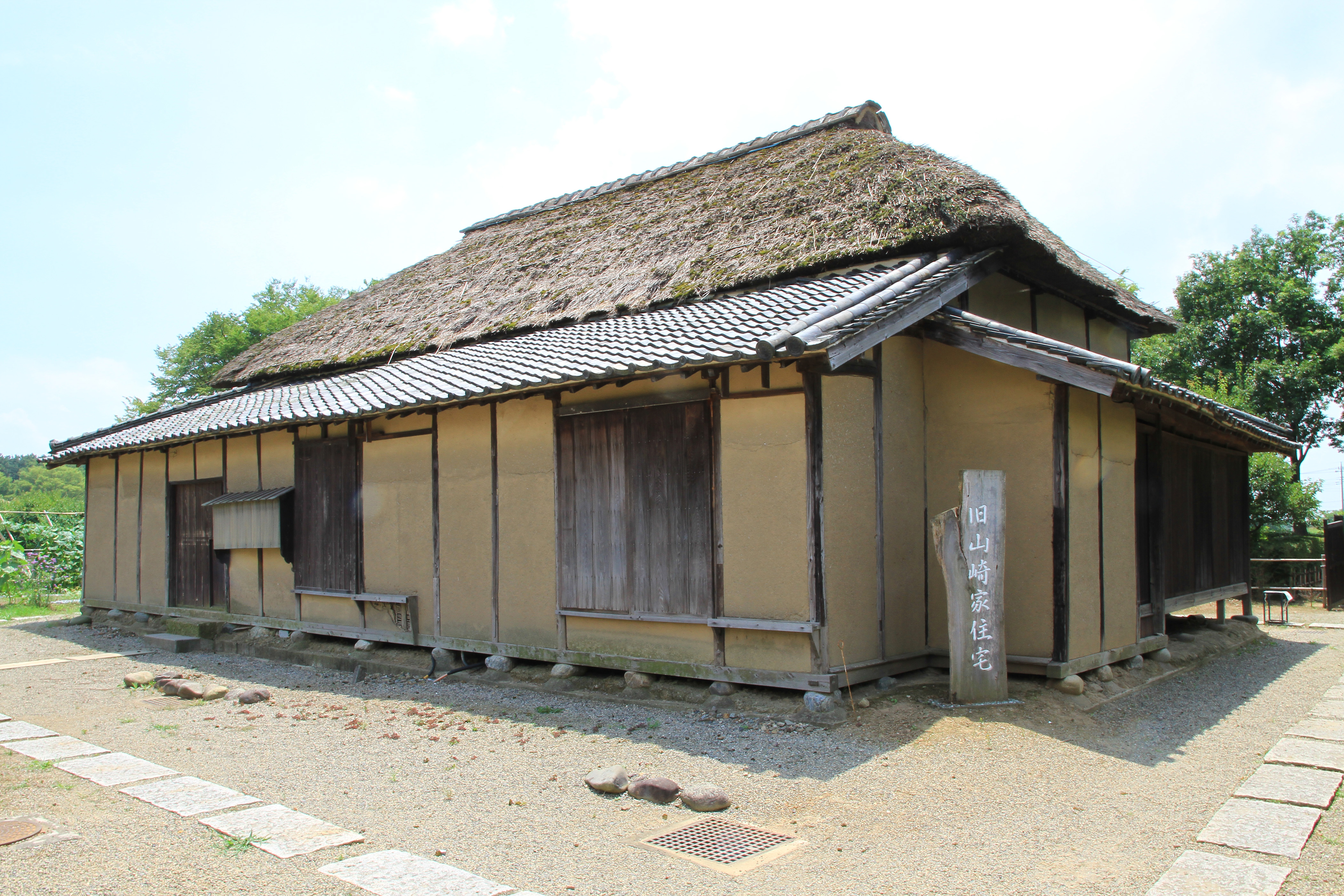
移築古民家（山崎家）

- 芝生広場
- 古代の草原
- 古代の森
- さきたま広場
- 遊戯広場
- 薬用植物園
- 梅園
- スイレン池
- ハス池（行田蓮）
- 休憩舎
- 四阿（あずまや）
- トイレ
- 駐車場（普通車303台）

- 奥の山古墳へ続く園路
- はにわの館
- 移築古民家（遠藤家）
- 移築古民家（山崎家）

## さきたま火祭り

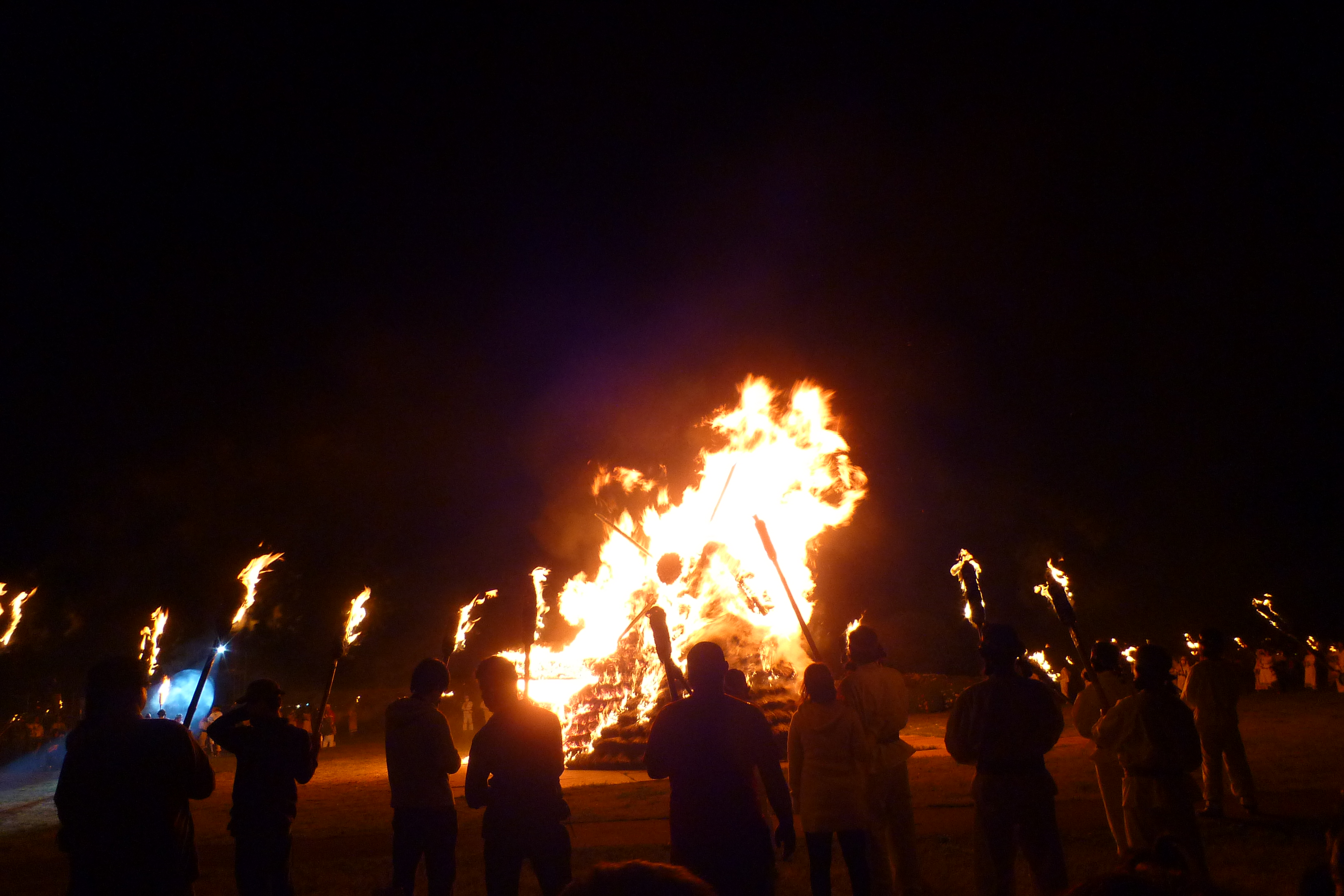
さきたま火祭り

毎年5月4日にさきたま古墳公園内の芝生広場で行われる。「火祭り」という名は古事記に由来するものである。
古事記によれば、ニニギの命がコノハナサクヤ姫と婚姻。ニニギノミコトに一夜の交わりで身ごもったのを疑われたコノハナサクヤ姫は、疑いを晴らすために産屋に火を放ち、その中でホデリ（海幸彦）とホオリ（山幸彦）を生んだとある。
日中は郷土芸能や物産展、フリーマーケット等のイベントが行われる。日没後、古代衣装を身につけた人々が松明を掲げ、産屋炎上、丸墓山古墳と稲荷山古墳の御神火下りが行われる。
2000年（平成12年）5月5日には、「21世紀に残したい・埼玉ふるさと自慢100選」に指定された。

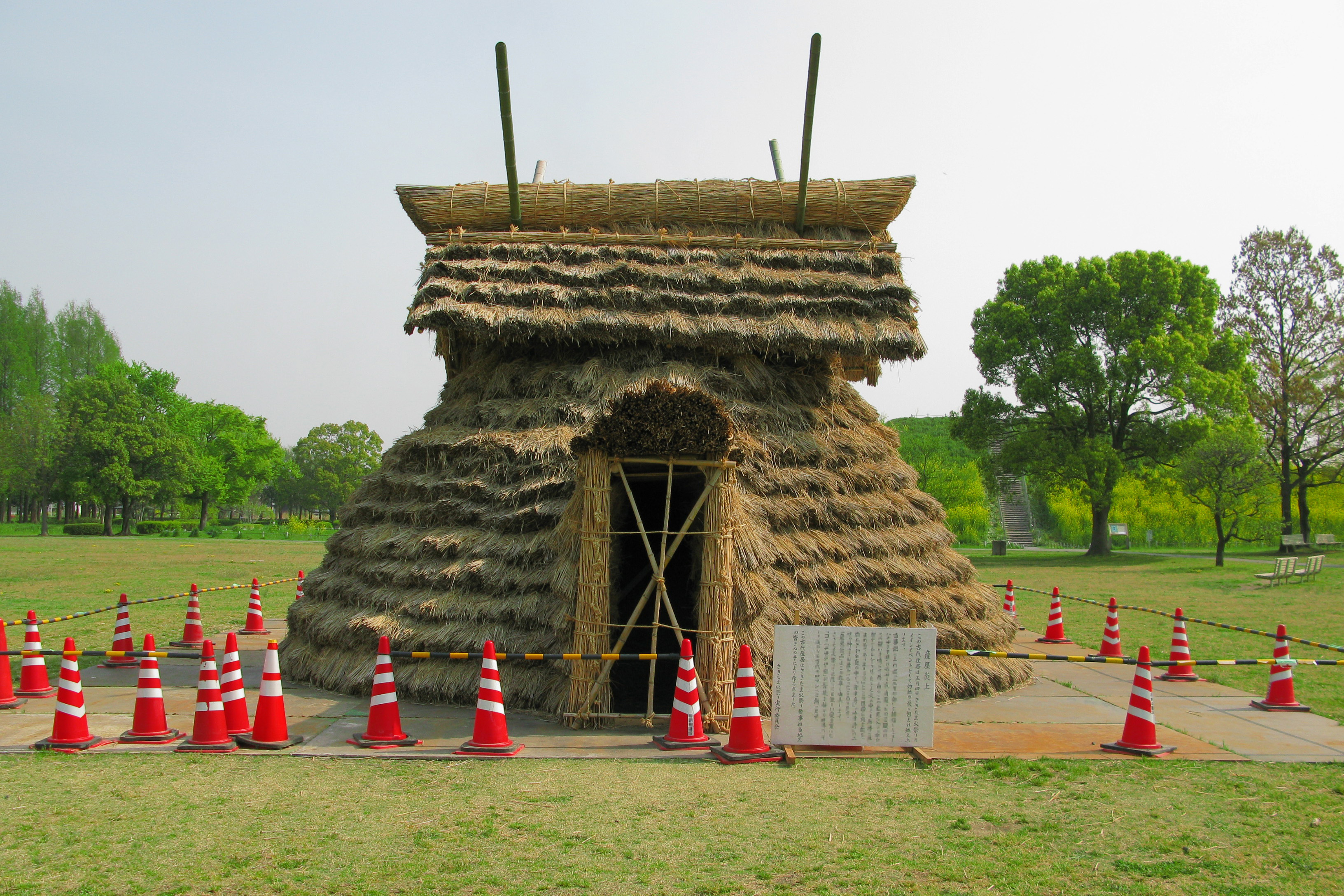
産屋
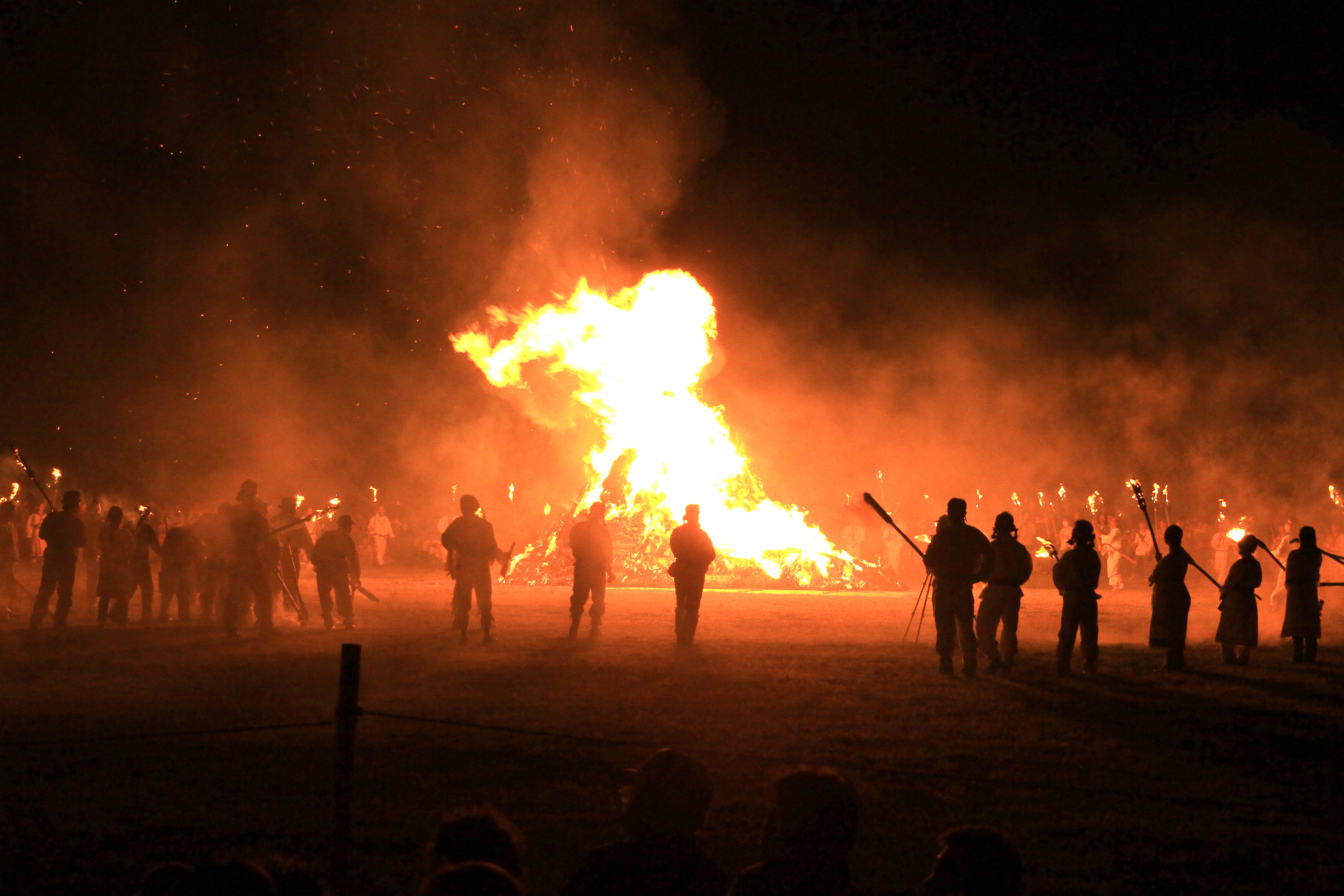
産屋炎上
- 2018年のさきたま火祭り
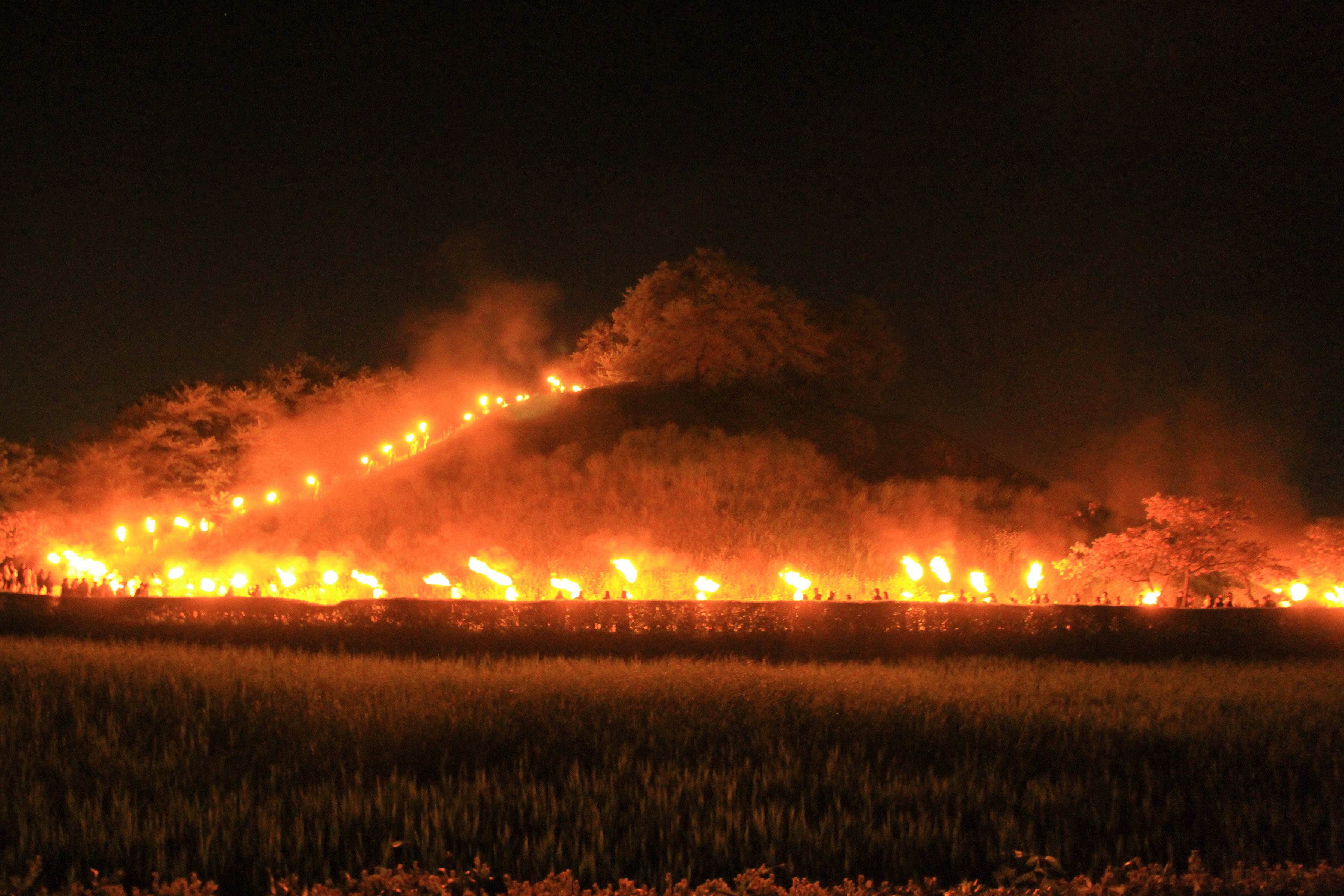
丸墓山の御神火下り

## 所在地

公園入口

- 埼玉県行田市大字佐間、渡柳、樋上、堤根、埼玉（さきたま）地内

## 交通アクセス
- 高崎線北鴻巣駅より、さきたま緑道で徒歩約60分（4.5km）。
  - 2009年7月4日から1年間の予定で「さきたまシャトルバス」の実証運行が開始され、行田市商工会議所「さきたまシャトルバス運行実証実験協議会」と協同バスが運行し、専用車両も用意された[2]。北鴻巣駅とさきたま古墳公園を所要時間15分で結び、1時間に1便運行していたが、利用がふるわなかったのか、翌2010年7月19日をもって運行終了した[3]。
- 高崎線吹上駅より、朝日バス佐間経由行田車庫行にて「産業道路」下車、徒歩約15分。
- 高崎線行田駅より、行田市内循環バス「観光拠点循環」乗車（協同バスが運行、所要時間約25分）。「埼玉古墳公園前」下車、徒歩2分。
- 秩父鉄道行田市駅より、徒歩35分（2.7km）。
- 東北自動車道羽生ICより北西へ約12km。

## 周辺

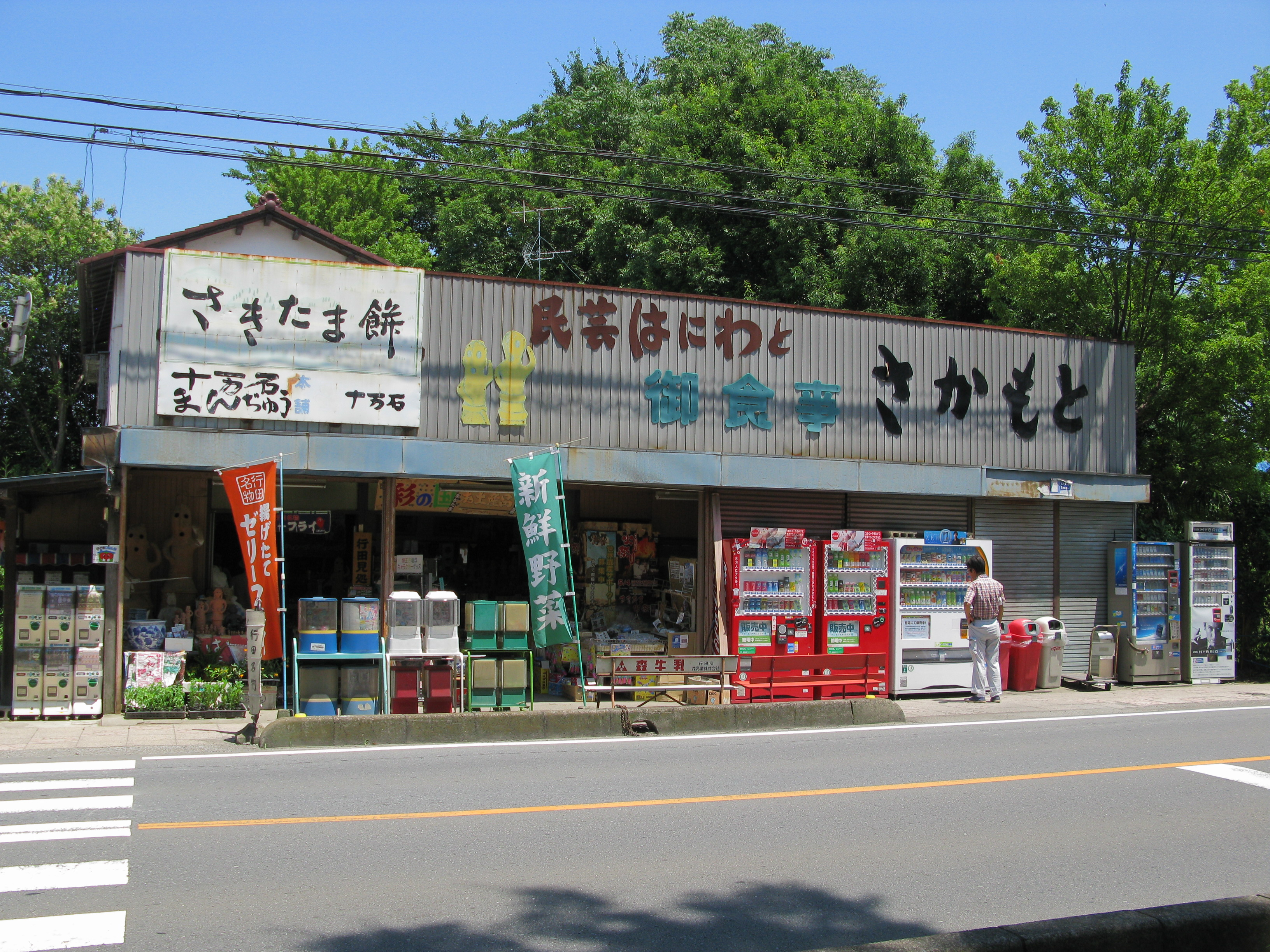
在りし日の「はにわ処 さかもと商店」

- はにわ処 さかもと商店 - みやげ物店。火災により焼失し現存しない。
- 海東山天祥寺[4]
- 前玉神社（さきたまじんじゃ）[5] - 浅間塚古墳がある。
- 古墳亭 - うどん店
- さきたま緑道 - 武蔵水路沿いに設けられた緑道。
- 古代蓮の里までを結ぶ2kmほどの遊歩道が旧忍川沿いに整備されている
- 日本航空館 - 埼玉スバルが運営する企業博物館。